# 벵골

벵골의 위치

벵골(벵골어: বঙ্গ 봉고, বাংলা 방글라, 문화어: 벵갈)은 남아시아의 동북부 지방을 부르는 이름이다. 현재는 방글라데시(동벵골)와 인도의 서벵골 주로 나뉘어 있다. 이 지역의 인구는 2억5천만 명(방글라데시 1억6천만 명, 서벵골 주 9천200만 명)이 넘으며, 주민은 대부분 벵골어를 사용하는 벵골인이다.

## 역사
고대부터 인도아리아인, 드라비다인, 오스트로인 등 다양한 민족이 거주했다. 고대에 인도 북부에 위치했던 방가 왕국과도 관련이 있는 것으로 여겨진다. 벵골에서 사용되던 달력인 벵골력의 기원은 서기 4세기 사산 왕조의 통치까지 거슬러 올라간다. 8세기에는 팔라 제국이 여기 세워졌으며, 이후 세나 왕조가 뒤를 이어 11세기에서 13세기까지 이 지역을 통치했다. 14세기경에는 무슬림이 인도 아대륙을 점령할 때 함께 흡수되었다. 따라서 독립적인 벵골 술탄국이 형성되었고, 이슬람 세계의 동쪽 국경이 되었다. 무굴 제국이 들어선 뒤에는 벵골 수바로서 무굴 제국에서 가장 부유한 지역으로 떠올랐다. 그러나 무굴 제국 황실의 영향력이 약해짐에 따라 벵골 수바는 독립하여 나와브를 천명하였다.
그러나 벵골 나와브는 1757년 플라시 전투에서 대영 제국의 동인도 회사에 패배했다. 동인도 회사는 벵골의 콜카타를 인도의 수도로 하여 벵골은 인도 제국의 가장 큰 행정 단위로 성장했다. 대통령의 임기는 동쪽으로는 버마, 페낭, 싱가포르, 말라카에서 서쪽으로는 펀자브, 할양 및 정복된 주까지 확장되었다. 벵골은 20세기 초에 이르러 점차 재편성되었다. 영국의 벵골 분할령으로 인해 벵골은 동벵골과 서벵골로 분할되었다. 인도가 독립한 1947년에 이슬람교도가 많은 동벵골은 파키스탄의 일부인 동파키스탄이 되고, 서벵골은 인도의 주가 되었다.

## 언어

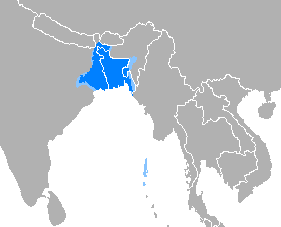
벵골어를 일상에 사용하는 지역

벵골어는 7세기에서 10세기 사이에 동부 아파브람샤어와 마가디 프라크리트에서 분화되었다. 고대 브라흐미 문자의 후손인 벵골 문자를 사용하여 쓰여졌다. 벵골어는 2023년 기준 세계에서 6번째로 가장 많이 사용되는 언어이다. 인도아리아어군 언어이며, 인도유럽어족의 언어 중 가장 동쪽에 위치한 것들 중에 하나이다. 벵골아삼어군에도 속한다. 벵골어는 오디아어, 아삼어, 차크마어, 네팔어, 로힝야어를 포함해 근방 다른 언어들에 큰 영향을 미쳤다. 방글라데시의 유일한 공용어이며 인도에서 두 번째로 많이 쓰이는 언어이다.

## 같이 보기
- 벵골인
- 방글라데시